# Staffellauf Potsdam–Berlin
Der Staffellauf Potsdam–Berlin (auch Stafettenlauf Potsdam–Berlin und Großstaffellauf Potsdam–Berlin) war eine Veranstaltung, die 1908 vom Verband Berliner Athletik-Vereine ins Leben gerufen wurde und bis 1969 auf insgesamt 59 Austragungen kam.
Begründer des Laufs war Carl Diem, der seit 1905 unter anderem Vorsitzender des im Vorjahr gegründeten Verbandes Berliner Athletik-Vereine war. Diem war 1906 bei den Olympischen Zwischenspielen in Athen vor Ort und soll von der Stimmung beim Marathonlauf so beeindruckt gewesen sein, dass er eine ähnliche Veranstaltung im eigenen Land verwirklichen wollte. Der Einfall eines Staffellaufes beruhte Diems späteren Schilderungen zufolge auf schlechten Erfahrungen mit der Polizei, die ihn im selben Jahr wegen der Durchführung eines nicht angemeldeten Waldlaufes mit einem Bußgeld belegt hatte, und der Bevölkerung („bereits bei den harmlosen Waldläufen Zweifel am Verstande und Töne des tiefsten Bedauerns […], daß wir derartig gegen unsere Gesundheit wüteten“); aufgrund derer er auf die Idee gekommen sei, das Publikum „zu betrügen, indem jedweder immer einen frischen Mann sehen sollte“. Diems Konzept sah eine Strecke vom Potsdamer Stadtschloss zum Berliner Schloss vor, ein Gesuch um die Genehmigung des Laufes wurde von der Polizei jedoch zunächst abgelehnt. Die Erlaubnis erfolgte schließlich durch Kaiser Wilhelm II., bei dem zuvor Egbert Hoyer Graf von der Asseburg vorgesprochen hatte. Nach Einwänden der Polizei gegen Start- und Zielpunkt einigte man sich auf einen Kurs mit Start an der Glienicker Brücke und Ziel an der Siegessäule vor dem Reichstag. Die 25 zu bewältigenden Kilometer wurden auf 50 Läufer je teilnehmenden Verein aufgeteilt, wobei als Besonderheit keine festen Wechselpunkte existierten, sondern jeder Verein die Distanz selbst nach eigenen taktischen Überlegungen einteilen konnte. So traten am 14. Juni 1908 neun Mannschaften zur Erstveranstaltung an, bei welcher der Charlottenburger Sport-Club 1902 nach 1:08:06 h vor dem Berliner Sport-Club und dem Verein für Körperkultur siegte und als Preis eine vom Kaiser gestiftete silberne Medaille erhielt.
In den Folgejahren entwickelte sich der Staffellauf zu einem sportlichen Großereignis mit tausenden Zuschauern, welches 1937 mit 142 Mannschaften und 6600 Läufern seine höchste Teilnehmerzahl erreichte. Von 1909 bis 1920 triumphierte der Berliner Sport-Club zwölfmal in Folge, 1913 mit dem Kaisergroßneffen Prinz Friedrich Karl von Preußen als Schlussläufer. Die Teilnahme war zunächst nur Männern vorbehalten, auf kürzeren Strecken hinzu kamen bald aber auch Jugendliche und Schüler, ab 1919 Frauen und schließlich Alte Herren. Nach dem Vorbild der Veranstaltung entstanden in anderen deutschen Städten ähnliche Staffelläufe. Infolge des Zweiten Weltkriegs fiel die Veranstaltung von 1945 bis 1947 aus, danach wurde sie erstmals wieder 1948 auf einer nun 20 Kilometer langen Strecke ausgetragen. Die Teilung Berlins führte zu weiteren Änderungen der Streckenlänge, letztmals fand der in seiner Bedeutung gesunkene Lauf 1969 über 8 Kilometer im Westteil Berlins statt. Von den 59 Austragungen gingen 28 über die reguläre Distanz von 25 Kilometern, Rekordsieger bei den Männern ist der Sport-Club Charlottenburg mit 21 Erfolgen.